# Xanthophytum johannis-winkleri
Xanthophytum johannis-winkleri är en måreväxtart som beskrevs av Elmer Drew Merrill. Xanthophytum johannis-winkleri ingår i släktet Xanthophytum och familjen måreväxter. Inga underarter finns listade i Catalogue of Life.